# Mülligen AG
| AG ist das Kürzel für den Kanton Aargau in der Schweiz. Es wird verwendet, um Verwechslungen mit anderen Einträgen des Namens Mülligen zu vermeiden. |

Mülligen (schweizerdeutsch: ˈmʏlɪgə) ist eine Einwohnergemeinde im Schweizer Kanton Aargau. Sie gehört zum Bezirk Brugg und liegt rund drei Kilometer südöstlich des Bezirkshauptorts Brugg im unteren Reusstal.

## Geographie
Das Dorf liegt im nordöstlichen Teil des flachen und fruchtbaren Birrfelds auf einer Schotterterrasse, südlich der Reuss. Unmittelbar am Flussufer fällt das Gelände steil ab, da sich der Fluss hier im Laufe der Jahrtausende in eine rund 40 Meter tiefe Schlucht eingegraben hat. Die Reuss bildet im Norden und Osten die Gemeindegrenze. Im Südwesten erhebt sich der Eiteberg (500 m ü. M.), an dessen Südseite der Weiler Trotte liegt (392 m ü. M.). Eine Kiesgrube prägt das Gebiet südlich des Dorfes.
Die Fläche des Gemeindegebiets beträgt 316 Hektaren, davon sind 103 Hektaren bewaldet und 100 Hektaren überbaut. Der höchste Punkt ist der Gipfel des Eitebergs auf 500 Metern, der tiefste liegt auf 335 Metern an der Reuss. Nachbargemeinden sind Birmenstorf im Norden und Osten, Birrhard im Süden, Lupfig und Hausen im Westen sowie Windisch im Nordwesten.

## Geschichte

Luftansicht (1964)

Älteste Siedlungszeugen sind zwei Gruppen frühmittelalterlichen Gräber. Die erste urkundliche Erwähnung von Mulinon stammt aus dem Jahr 1273. Der Ortsname kommt vom althochdeutschen (ze) mulinon und bedeutet «bei den Mühlen». Das Dorf gehörte im Mittelalter zum Eigenamt, dem ältesten Besitz der Habsburger im Aargau, deren Stammsitz nur wenige Kilometer entfernt auf dem Wülpelsberg steht. Die Herren von Mülinen, ein Ministerialengeschlecht, besassen eine kleine Burg, deren Überreste im 19. Jahrhundert durch einen Steinbruchbetrieb restlos beseitigt worden sind. 1308 ging die Grund- und Gerichtsherrschaft an das im selben Jahr gegründete Kloster Königsfelden in Windisch über.
Nach der Eroberung des Aargaus durch die Eidgenossen im Jahr 1415 übernahm die Stadt Bern die Herrschaft, und das Eigenamt war nun Teil der Untertanengebiete im Berner Aargau. 1528 führten die Berner die Reformation ein und lösten das Kloster Königsfelden auf. Sie wandelten das Eigenamt in die Landvogtei Königsfelden um und übten jetzt in diesem Gebiet sämtliche Herrschaftsrechte aus. 1688 starb ein Drittel der Bevölkerung an der Pest. Beim Franzoseneinfall im März 1798 entmachteten die Franzosen die «Gnädigen Herren» von Bern und riefen die Helvetische Republik aus, die 1803 aufgelöst wurde. Mülligen gehört seither zum Kanton Aargau.
Neben der Landwirtschaft und dem Weinbau hielt nach 1730 die Heimarbeit für die Textilindustrie Einzug in das Leben der Dorfbewohner. 1849 entstand der erste Industriebetrieb, eine Gipsmühle. 1885 fielen dreizehn Häuser einem Brand zum Opfer. Der Abbau von Kies begann 1924. Bis etwa 1960 stagnierte die Bevölkerungszahl, die Landwirtschaft wurde nach 1900 immer mehr durch Kleingewerbe und Dienstleistungsbetriebe verdrängt. Nach der Eröffnung der Autobahn A3 war Mülligen für Pendler leicht erreichbar, und die Zahl der Einwohner hat sich seit 1970 fast verdreifacht.

## Sehenswürdigkeiten

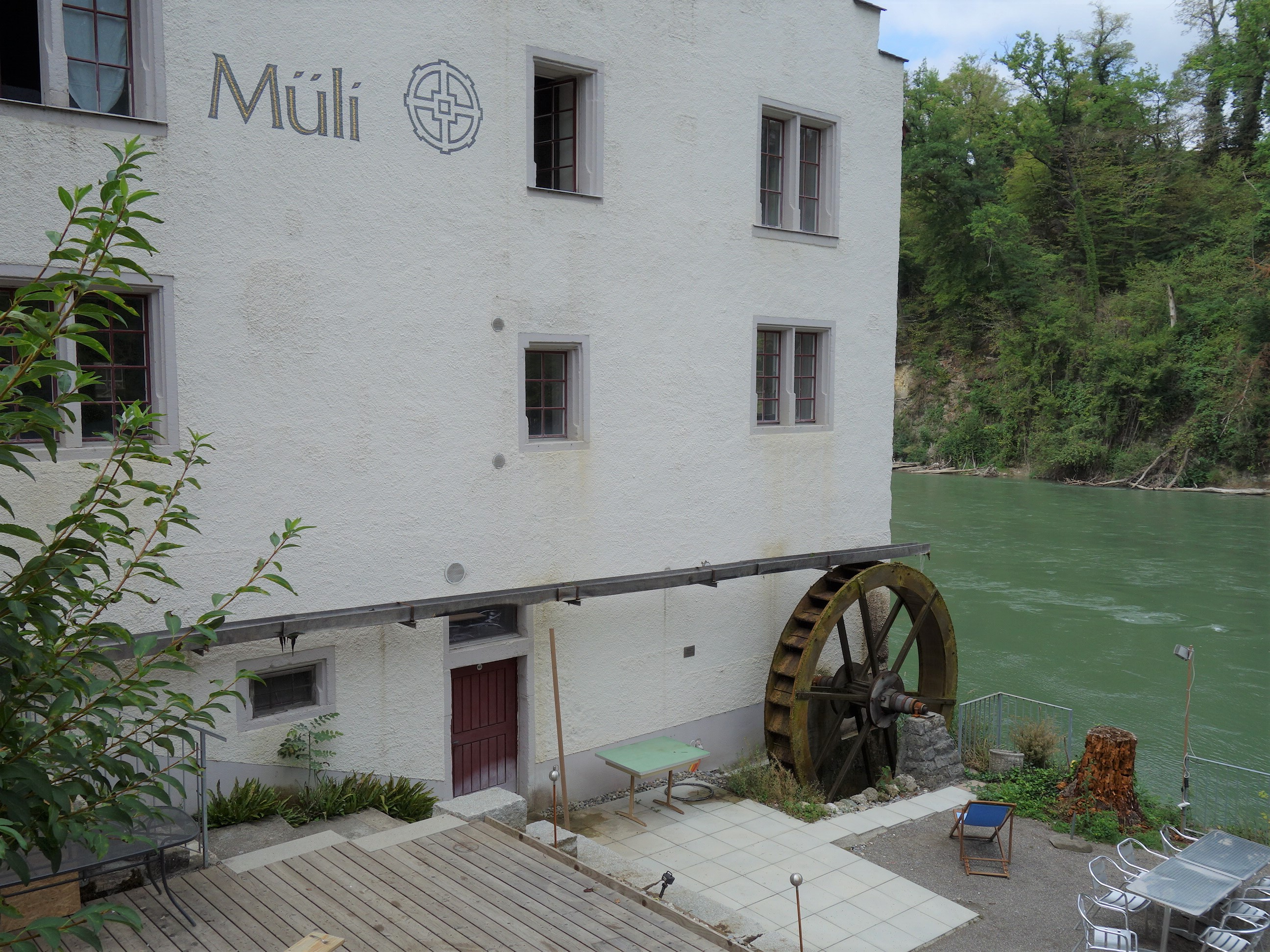
Müli, Mülligen

Wahrscheinlich stammt der Name des Dorfes von der Mühle ab, die im 11. Jahrhundert am Ufer der Reuss erbaut wurde. Diese war bis 1914 in Betrieb und steht heute unter Denkmalschutz. Bis zum 19. Jahrhundert war hier auch eine Gaststätte, die bis ins 19. Jahrhundert die einzige im Dorf war. Die Wirtsleute hatten bis 1940 den Fährbetrieb zwischen Mülligen und Birmenstorf sicherzustellen.
Der «Hof» ist ein kleines herrschaftliches Gut, das im zweiten Viertel des 18. Jahrhunderts im Auftrag des Brugger Schultheissen Hans Heinrich Fröhlich erbaut wurde. Von 1769 bis 1771 lebte dort der Reformpädagoge Johann Heinrich Pestalozzi, bevor er sich auf dem Neuhof im nahen Birr niederliess.

## Wappen
Die Blasonierung des Gemeindewappens lautet: «In Gelb über grünem Dreiberg schwarzes Mühlrad.» Vom Dreiberg abgesehen entspricht das Wappen der Gemeinde jenem des Ministerialengeschlechts der Herren von Mülinen und ist seit 1872 in Gebrauch.

## Bevölkerung
Die Einwohnerzahlen entwickelten sich wie folgt:
| Jahr      | 1764 | 1803 | 1850 | 1900 | 1930 | 1950 | 1960 | 1970 | 1980 | 1990 | 2000 | 2010 | 2020 |
| Einwohner | 151  | 320  | 397  | 374  | 357  | 377  | 377  | 433  | 482  | 674  | 780  | 956  | 1074 |

Am 31. Dezember 2023 lebten 1078 Menschen in Mülligen, der Ausländeranteil betrug 20,8 %. Bei der Volkszählung 2015 bezeichneten sich 34,0 % als reformiert und 28,2 % als römisch-katholisch; 37,8 % waren konfessionslos oder gehörten anderen Glaubensrichtungen an. 94,9 % gaben bei der Volkszählung 2000 Deutsch als ihre Hauptsprache an, 1,3 % Französisch und 1,0 % Italienisch.

## Politik und Recht
Die Versammlung der Stimmberechtigten, die Gemeindeversammlung, übt die Legislativgewalt aus. Ausführende Behörde ist der fünfköpfige Gemeinderat. Er wird im Majorzverfahren vom Volk gewählt, seine Amtsdauer beträgt vier Jahre. Der Gemeinderat führt und repräsentiert die Gemeinde. Dazu vollzieht er die Beschlüsse der Gemeindeversammlung und die Aufgaben, die ihm vom Kanton zugeteilt wurden. Für Rechtsstreitigkeiten ist in erster Instanz das Bezirksgericht Brugg zuständig. Mülligen gehört zum Friedensrichterkreis VIII (Brugg).

## Wirtschaft
In Mülligen gibt es gemäss der im Jahr 2015 erhobenen Statistik der Unternehmensstruktur (STATENT) rund 260 Arbeitsplätze, davon 38 % in der Landwirtschaft, 16 % in der Industrie und 46 % im Dienstleistungssektor. Die wichtigsten Arbeitgeber sind ein Kieswerk von LafargeHolcim sowie Swissgenetics, eine Besamungsstation für Rinder. Die meisten Erwerbstätigen sind Wegpendler und arbeiten in Brugg, Baden oder in den grösseren Nachbargemeinden im Birrfeld.

## Verkehr

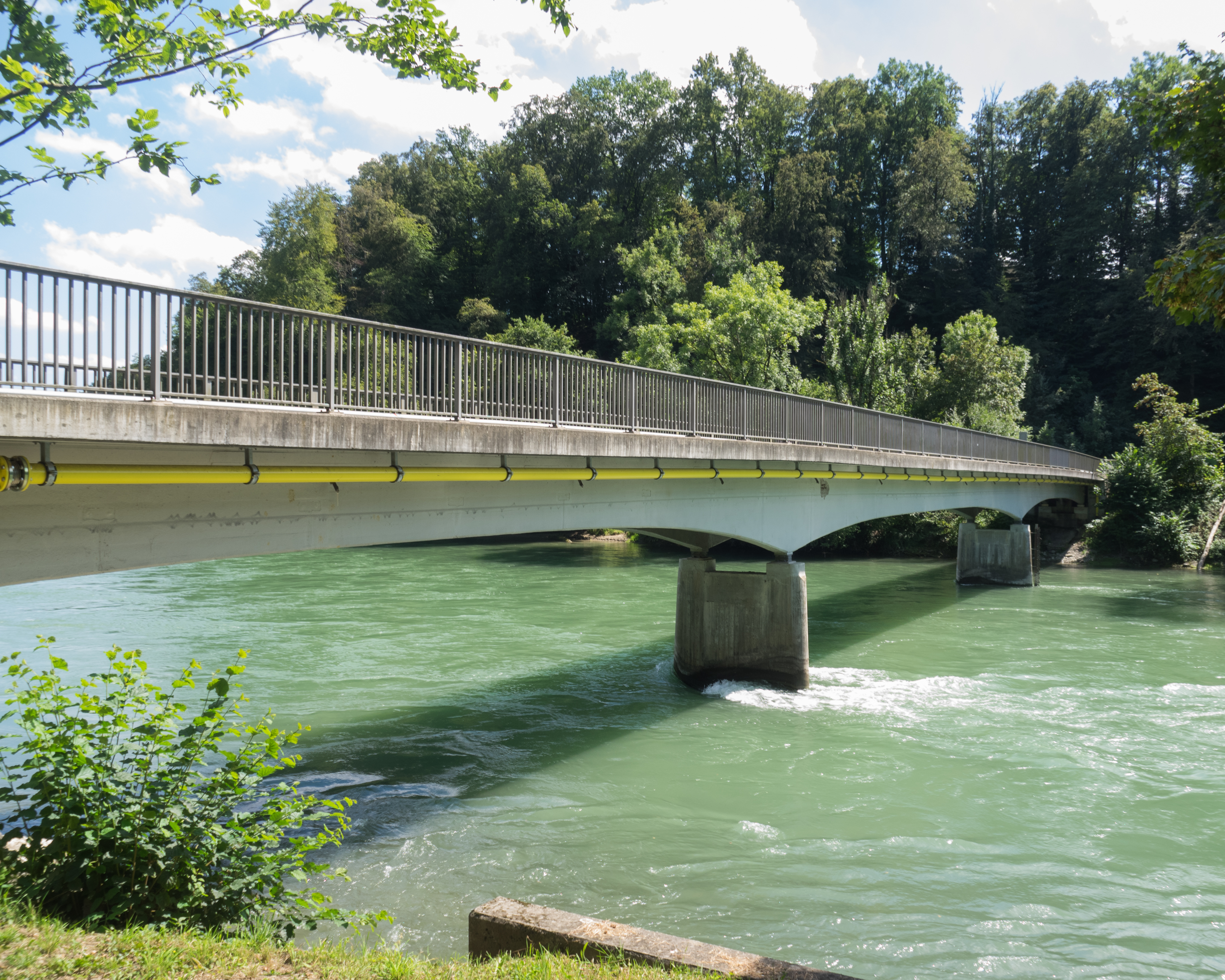
Brücke über die Reuss

Durch das Dorf führt die Kantonsstrasse 296 von Brugg nach Mellingen. Von dieser zweigen Strassen über die Reuss nach Birmenstorf sowie nach Lupfig ab. Auf dem Gemeindegebiet liegt das Autobahndreieck Birrfeld, wo die A3 auf die A1 trifft. Der nächste Autobahnanschluss befindet sich knapp zwei Kilometer nordwestlich zwischen Lupfig und Hausen. Die Anbindung an das Netz des öffentlichen Verkehrs erfolgt durch eine Postautolinie zwischen dem Bahnhof Brugg und Mellingen. An Wochenenden verkehrt ein Nachtbus von Brugg über Windisch und Birr nach Mülligen.

## Bildung
In Mülligen gibt es einen Kindergarten und ein Schulhaus, in dem die Primarschule unterrichtet wird. Sämtliche Oberstufen (Realschule, Sekundarschule und Bezirksschule) können in Windisch besucht werden. Die nächstgelegenen Gymnasien sind die Kantonsschule Baden und die Kantonsschule Wettingen.

## Persönlichkeiten
- Samuel Schwarz (1814–1868), Regierungs-, National- und Ständerat